# Bullet (együttes)
A Bullet svéd hard rock/heavy metal együttes, amelyet 2001-ben alapítottak Hampus Klang gitáros és Dag Hofer énekes Växjö-ben.

## Története
2002-ben adták ki első demójukat, Heavy Metal Highway 2002 címmel. Első nagylemezüket 2006-ban adták ki, a "Black Lodge" kiadó gondozásában. Második albumuk 2009-ben került a boltok polcaira. Ugyanebben az évben már az AC/DC-vel is turnéznak, Göteborgban. Harmadik nagylemezük 2011-ben jelent meg. 2012-ben, 2014-ben és 2018-ban is piacra dobtak albumokat. Az Encyclopaedia Metallum szerint Hampus és Hofer már 1996-ban együtt dolgoztak, ekkor azonban még csak feldolgozásokat játszottak. 2019-ben leszerződtek az SPV GmbH kiadóhoz és bejelentették, hogy új albumon dolgoznak.

## Tagjai
- Hampus Klang - gitár (2001-)
- Dag Hofer - ének (2001-)
- Gustav Hjortsjö - dob (2002-)
- Alexander Lyrbo - gitár (2013-)
- Gustav Hector - basszusgitár (2017-)

## Korábbi tagok
- Lenny Blade - basszusgitár (2001-2006)
- Erik Almström - gitár (2001-2012)
- Adam Hector - basszusgitár (2006-2016)

## Diszkográfia
- Heavy Metal Highway 2002 - demó, 2002
- Speeding in the Night - EP, 2003
- Heading for the Top - album, 2006
- Bite the Bullet - album, 2008
- Highway Pirates - album, 2011
- Enforcer / Bullet - split lemez, 2011
- Full Pull - album, 2012
- Storm of Blades - album, 2014
- Dust to Gold - album, 2018